# Casa pagesa
La casa pagesa o casament és la casa tradicional del camp d'Eivissa (Fora Vila) i Formentera, i per extensió l'explotació agrària en la qual s'integra. Formalment s'assembla a les cases del Pròxim Orient i de bona part de la costa mediterrània. Es caracteritza per la seva forma de paral·lelepípede, parets gruixades amb finestres i portes petites, la seva funcionalitat i la seva adaptació i integració a l'espai rural. Cadascuna de les cambres que la formen rep el nom de casa, mentre que el conjunt d'aquestes més els corrals o altres construccions adossades a la mateixa estructura rep el nom de casament.

## Estructura
El clima (estius llargs i secs i hiverns relativament suaus), els recursos, la disposició del territori i la seguretat (l'illa pateix ràtzies del nord d'Àfrica fins al segle xviii) condicionen la casa pagesa eivissenca. El casament és la juxtaposició de les cases que es van afegint en funció de les necessitats de cada moment. Les cases són bàsicament cúbiques i el conjunt del casament té sempre forma de paral·lelepípede, malgrat l'orografia irregular i muntanyosa de l'illa que porta gran diversitat formal. Poden tenir o no pis de dalt, segons el terreny. Les parets són gruixades amb poques obertures i de poca mida per evitar l'excessiva insolació, essent la casa pagesa fresca a l'estiu. Els terrats també són gruixats, plans i a diferents nivells per tal de recollir l'aigua de la pluja i poder aprofitar-la mitjançant cisternes. El casament s'orienta sempre al sud en les seves obertures per tenir més hores de llum solar.
Els recursos són limitats, de manera que la pedra calcària és un element bàsic en la construcció de les cases pageses. També es fa servir la calç, extreta de les roques calcàries mitjançant forns de calç al bosc. En els sostres es fa servir fusta de savina o de pi per a les bigues, que es recobreixen d'argila, canyes o algues. No se solen fer fonaments.
Eivissa pateix atacs del nord d'Àfrica des de la conquesta catalana fins ben entrat el segle xviii, de manera que calia protegir-se. Les cases fugen de la costa, sovint es fan en llocs alts per poder vigilar el territori i els murs gruixuts amb petites obertures a més de fer que la casa sigui fresca, ajuden a la protecció. També apareixen sovint torres de pedra prop dels casaments. A més, mentre el perill sarraí perdura, les cases no s'emblanquinen de fora, per tal de camuflar-se dins el territori, de manera que les cases més antigues no són blanques, mentre les fetes més recentment, que són la immensa majoria, es caracteritzen pel seu color blanc. Els casaments tampoc es concentren, essent l'hàbitat rural eivissenc dispers. Cada casa pagesa té el seu territori al voltant.